# Équipe du Front de libération nationale algérien de football
Vous lisez un « bon article » labellisé en 2010.  Il fait partie d'un « bon thème ».
Maillots
L'équipe du Front de libération nationale de football (arabe :  فريق جبهة التحرير الوطني لكرة القدم), surnommée aussi le onze de l'indépendance, est une formation constituée principalement de joueurs professionnels qui évoluent en France métropolitaine avant de rejoindre le mouvement révolutionnaire pour l'indépendance de l'Algérie, le Front de libération nationale (FLN), et de l'aider en organisant entre autres des matchs de football.
L'équipe est fondée le 13 avril 1958. Le rôle de cette équipe est avant tout politique pour montrer aux Français de métropole que même des footballeurs professionnels s'impliquent dans cette cause, quitte à renoncer à leur statut. Les autorités françaises obtiennent facilement la non-reconnaissance de cette équipe par la FIFA. Malgré cette interdiction de jouer, l'équipe du FLN réalise une tournée mondiale d'environ quatre-vingts rencontres, notamment en Europe, en Asie et en Afrique. Ces matchs font connaître à travers le monde la cause algérienne et sa guerre d'indépendance. L'équipe cesse d'exister en 1962, laissant la place à l'équipe d'Algérie de football.

## Contexte

### Contexte historique
L'opération indépendance commence en football dès 1947 avec l'Organisation spéciale (OS) qui est le bras armé du Mouvement pour le triomphe des libertés démocratiques de Messali Hadj et le Comité révolutionnaire d'unité et d'action (CRUA). De ces organisations est parvenue l'idée d'une guerre d'indépendance contre la France.
La guerre d'Algérie débute en 1954, le 1er novembre. Plusieurs affrontements militaires entre les forces armées du FLN et l'armée française ont lieu après la bataille d'Alger (1957), ce qui amène les Français, par le général Raoul Salan, à réprimer plus durement la rébellion. Des mesures répressives sont prises à l'encontre des organes administratifs du FLN, ce qui lui permet d'acquérir la sympathie de la population. Les attentats ne se cantonnent pas aux forces armées : une bombe explose le 10 février 1957 dans un stade de football à El-Biar et tue huit supporters français, après quoi trois Algériens sont victimes de lynchage de la part du public français. Cette guerre est aussi caractérisée par une lutte de pouvoir du côté indépendantiste entre le FLN et le Mouvement national algérien (MNA) de Messali Hadj. Par exemple, le FLN assassine l'un de ses membres modérés pour « trahison » le 26 juin 1957, car il est partisan du Mouvement national algérien.
Pendant la colonisation française, s’il n’existe pas d’équipe nationale algérienne, les trois ligues régionales algériennes disposent en revanche de sélections régionales officielles. Il n'y a pas de discriminations entre musulmans et pieds-noirs dans ces équipes régionales. Une super sélection régionale d'Afrique du Nord existe aussi, mais cette formation ne dispute pas les compétitions internationales, bien qu'elle joue neuf matchs contre l'équipe de France B.
Si le mélange entre Nord-Africains et pieds-noirs est accepté dans le football ou dans le sport en général, il ne l’est plus en matière de vie politique ou économique, malgré des lois allant dans le sens de l'intégration des nord-africains, souvent rejetées par de nombreux pieds-noirs.
À la suite de sa défaite durant la Bataille de Điện Biên Phủ en 1954, qui aboutit à la fin de l'Union indochinoise, de la présence française en Indochine et à la partition du Viêt Nam entre Nord Viêt Nam et Sud Viêt Nam, la France s'engage dans un processus de décolonisation avec l'indépendance du Maroc et de la Tunisie en 1956. Ce processus accélère la disparition de la IVe République avec l'élection de Charles de Gaulle au poste de président du Conseil en 1958. À la fin de cette même année, une résolution de l'ONU en faveur de l'indépendance algérienne est proposée mais la majorité qualifiée (les deux tiers) des votes n'est pas atteinte (35 pour 18 contre 28 abstentions). Cependant trois ans plus tard, une nouvelle résolution est votée et adoptée à la majorité requise (63 pour 8 contre 27 abstentions) par l'Organisation des Nations unies, ce qui oblige Charles de Gaulle à promettre l'autodétermination au peuple algérien, bien que les pieds-noirs algériens se soient formellement opposés à ce vote. L'exemple le plus frappant de leur opposition est la création de l'Organisation armée secrète (OAS), une organisation pro-coloniale clandestine qui complote pour un coup d'État et commet des attentats contre Charles de Gaulle.

### Contexte sportif
| Saison  | Nombre d'Algériens professionnels dans des clubs français | Dont : nouveaux venus |
| ------- | --------------------------------------------------------- | --------------------- |
| 1947/48 | 15                                                        | 0                     |
| 1949/50 | 16                                                        | 02                    |
| 1955/56 | 19                                                        | 03                    |
| 1956/57 | 32                                                        | 15                    |
| 1957/58 | 33                                                        | 07                    |
| 1958/59 | 19                                                        | 07                    |
| 1960/61 | 15                                                        | 03                    |
| 1961/62 | 12                                                        | 03                    |
| 1964/65 | 09                                                        | 01                    |
| 1969/70 | 07                                                        | 01                    |

Dans le premier tiers du XXe siècle, le football est le sport favori des Algériens, non seulement chez les immigrants européens, mais aussi parmi la population d'origine locale. En 1934, par exemple, il y a dans certains départements d'Algérie française plus de joueurs inscrits que dans la région parisienne. Depuis la Seconde Guerre mondiale, les clubs professionnels français enrôlent beaucoup de joueurs nord-africains, ce qui permet à ces joueurs, entre autres, d’échapper à la misère. Le club le plus actif dans cette catégorie est l'Olympique de Marseille. Dans les années 1930 son équipe est celle qui compte dans ses rangs le plus de joueurs issus de colonies françaises comme Joseph Alcazar, Emmanuel Aznar, Abdelkader Ben Bouali et Mario Zatelli. La limite qui impose deux joueurs issus de l'empire colonial français au maximum par club facilite le recrutement des Nord-Africains qui sont, eux, considérés comme des ressortissants français. Bien que généralement tout aussi talentueux que les métropolitains, les Maghrébins sont en général moins bien payés.
Le match de référence de l'équipe d'Afrique du Nord reste celui du 7 octobre 1954 au Parc des Princes, moins d'un mois avant le déclenchement de la guerre d'Algérie, la Toussaint rouge. Cette rencontre est disputée au profit des sinistrés du tremblement de terre qui frappe la région d'Orléansville, en Algérie, en septembre 1954. L'équipe de France alignée est « officieuse », tandis que l'Afrique du Nord s'appuie sur les meilleurs joueurs nord-africains évoluant dans les clubs professionnels de Division 1 française. À la surprise générale, l'Afrique du Nord emmenée par Larbi Benbarek s'impose 3-2 face à l'équipe de France,. On note aussi que le modeste club algérien SCU El Biar élimine le Stade de Reims (finaliste de la coupe des clubs champions durant cette époque) lors de la coupe de France 1957 et qu'il arrive en huitièmes de finale de la compétition, preuve de l'existence de talents dans le football algérien. En effet, sur les quarante joueurs maghrébins enrôlés en France entre 1945 et 1955, vingt-trois sont Algériens. En 1956 et 1957, ce nombre augmente de façon spectaculaire, pour baisser rapidement dès 1958 (voir tableau à droite). Toutefois, le nombre de joueurs issus de l'Afrique de l'Ouest et qui évoluent en France s'est lui accru après 1958, au contraire du nombre de joueurs algériens, et représente, dans les années 1960, presque le tiers des joueurs du championnat français de football issus de l'empire colonial français.

### L'équipe de l'ALN
Un an avant la formation de l'équipe du FLN, deux anciens joueurs et entraineurs algériens ont décidé de former à Tunis, la première sélection qui allait représenter l'Algérie, il s'agit de Ahmed Benelfoul et Habib Draoua. En 1956, l'équipe est formée. Et en mai 1957, l'équipe est approuvée par le Front de libération nationale et décide qu'elle représentera l'Armée de libération nationale vue qu'il y a des joueurs qui sont venus du maquis. L'équipe est composée essentiellement des joueurs amateurs évoluant en Algérie et en Tunisie. Entre mai 1957 et avril 1958, elle dispute de nombreux matchs au Maghreb ou encore au Proche-Orient pour soutenir la cause indépendantiste; on lui attribue 42 victoires. Cette sélection va contribuer à la naissance de la formation du FLN un an après sa création.

## Formation de l'équipe
Depuis les années 1920, les joueurs originaires d'Afrique du Nord évoluent au sein des plus prestigieux clubs français. Durant les années 1930, ces joueurs sont intégrés de plein droit au sein de l'équipe de France de football. Plusieurs joueurs d'origine algérienne portent avec succès le maillot de l'équipe de France de football comme Abdelaziz Ben Tifour et Mustapha Zitouni.

### Planification
À l'automne 1957, après la bataille d'Alger, les dirigeants du Front de libération nationale d'Algérie décident de bâtir une équipe nationale algérienne de football, afin de promouvoir l'indépendance de l'Algérie dans d'autres pays. Selon le FLN, le sport peut être exploité pour l'indépendance de l'Algérie, comme cela a déjà été fait dans le secteur militaire, syndical, étudiant ou culturel en créant des organisations ou des syndicats autonomes et musulmans. Cette dynamique a pour but de prouver que le pays peut se développer seul, sans aide extérieure, et ainsi influer positivement sur le moral du peuple algérien. De plus, afin d'établir une équipe de football capable de se confronter aux meilleures équipes du monde, il semble nécessaire qu'elle se compose de joueurs professionnels selon les membres de la direction du FLN, et ceci afin de contrer la tentative de la France de se garantir une hégémonie culturelle dans ses colonies. Le communiqué du FLN du 15 avril 1958 souligne ainsi l'importance d'une équipe performante sur le plan international pour l'émergence d'une « identité nationale algérienne ». Il qualifie ses joueurs de patriotes prêts à tout sacrifier pour l'indépendance de leur nation et les présente comme un exemple de courage pour les jeunes algériens.
La tâche de sélectionner les joueurs est attribuée à Mohamed Boumezrag, qui est directeur de la sous-division régionale algérienne de la Fédération française de football (FFF). Politiquement, il est chargé par Mohamed Allam, de préparer et de garder secrète cette équipe pendant la phase de planification,. Le FLN peut aussi s'assurer de recruter un bon nombre de joueurs algériens professionnels en France, du fait que ces derniers versent périodiquement au FLN la « taxe révolutionnaire » qui peut aller jusqu'à 15 % du salaire perçu,. Mustapha Zitouni explique plus tard cela en disant :

« J'ai beaucoup d'amis en France, mais le problème est plus grand que nous. Que faites-vous si votre pays est en guerre et que vous êtes appelé ? »

Pour des raisons de sécurité, Mohamed Boumezrag rend personnellement visite à chaque joueur pro-algérien admissible dans l'équipe du FLN. Il établit d'abord des contacts amicaux avec eux avant de leur faire subir une légère pression morale. Dans tous les cas, les joueurs n'ont pas à craindre de représailles s'ils refusent, comme le font par exemple Salah Djebaïli et Kader Firoud (tous deux du Nîmes Olympique), Ahmed Arab (Limoges Football Club) ou encore Mahi Khennane (Stade rennais),.

### Échappée à Tunis

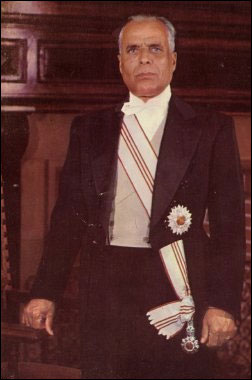
Habib Bourguiba, président de la Tunisie durant l'existence de l'équipe du Front de libération nationale algérien de football, soutient la lutte pour l'indépendance en Algérie et le onze de l'indépendance.

Au printemps 1958, tout est prêt pour les débuts de l'équipe et sa présentation au public, y compris la manière dont les joueurs allaient s'enfuir à Tunis. Le choix de Tunis s'explique d'une part par l'attitude du président tunisien Habib Bourguiba qui vante la fraternité panarabe, et d'autre part pour sa proximité avec l'Algérie contrairement à d'autres pays prônant le même discours mais géographiquement plus éloignés comme la Libye, l'Égypte ou encore la Syrie. Par ailleurs, la date est choisie par le FLN pour créer un effet médiatique et psychologique. Le suspense est alors à son comble en première division française et l'équipe de France de football est en préparation pour la coupe du monde de 1958 avec un match amical contre l'équipe de Suisse de football le 16 avril. Mustapha Zitouni ainsi que Rachid Mekhloufi sont pré-sélectionnés pour le mondial 1958, qui commence deux mois après la présentation de l'équipe du FLN. Mekhloufi est également champion du monde avec l'équipe de France de football militaire, titre obtenu durant l'été 1957. En raison des intentions du FLN, Mustapha Zitouni demande le report de la présentation de la sélection après la coupe du monde.
Le 8 avril 1958, Mohamed Boumezrag annonce aux joueurs leur départ vers Tunis, où siège le Gouvernement provisoire de la République algérienne (GPRA) et où ils seront présentés au public. Il leur donne aussi des conseils concernant les comportements à adopter, en particulier lors des rencontres avec les gardes frontières français. Les 13 et 14 avril 1958, douze footballeurs algériens désertent leurs clubs en France,ref>,. Le lieu de rencontre avec Mohamed Boumezrag est convenu à Rome. Un groupe de joueurs prend le train, l'autre groupe traverse la Suisse en voiture. Cependant, deux joueurs, Hassen Chabri et Mohamed Maouche, ont des difficultés à passer les frontières françaises en voiture, à cause des services secrets français qui veulent empêcher le départ des joueurs jusqu'au 20 avril.
Mohamed Maouche veut rencontrer le groupe suisse à Lausanne, mais comme il est encore dans l'armée française, et qu'il est longtemps retenu aux frontières françaises, il doit faire marche arrière quand les informations sur les joueurs fugueurs sont publiées, de peur d'être interpellé aux frontières. Il préfère retourner en France où un procès devant la cour martiale lui est évité. Hassen Chabri est lui arrêté à Menton à la frontière franco-italienne, où il fait l'objet d'une audience. Il est soupçonné comme la plupart des algériens arrêtés aux frontières de faire passer des armes et de l'argent pour le FLN. Comme il ne peut donner une explication convaincante à la police, il est emprisonné à Marseille et sera plus tard condamné pour atteinte à la sûreté de l'État. Il purge cependant sa peine dans un camp de prisonniers à Alger.
Les autres joueurs arrivent à temps à Tunis. Ils sont accueillis par Ferhat Abbas et le président tunisien de l'époque, Habib Bourguiba, avant d'être présentés à la presse. La couverture médiatique de l'évènement est réussie, comme le prévoyait le FLN. L'Équipe titre ce jour-là « Neuf footballeurs algériens portés disparus », France Football aborde le sujet quatre jours plus tard avec quatre pages sur l'évènement. Un débat public sur ce sujet controversé est lancé et les clubs des joueurs annoncent la rupture des contrats des fugueurs. En outre, la FFF publie une déclaration dont voici le passage le plus important :

« La foi dans l’avenir du football dans nos chères provinces nord-africaines pénètre leurs dirigeants… Les joueurs indigènes mordent à pleines dents dans le pain du football que nous leur distribuons. »

Plusieurs voix s'élèvent en sympathie à l'action des joueurs du FLN, telles celles de Raymond Kopa, de Just Fontaine et de Roger Piantoni, qui envoient une carte postale de soutien à Mustapha Zitouni depuis la Suède.

## Tournée internationale

### Débuts
À Tunis, l'équipe commence immédiatement à s'entraîner sous la houlette de Mohamed Boumezrag aidé d'Arribi et plus tard de Abdelaziz Ben Tifour. Selon le du Front de libération nationale d'Algérie, le premier match officiel se déroule le 9 mai 1958, contre le FUS de Rabat et se solde par une victoire du FLN par deux à zéro. Deux jours plus tard, la sélection bat la Tunisie par six buts à un, mais l'équipe manque de défenseurs. Après ce match, ce problème est résolu : d'une part le défenseur algérien résidant en Tunisie Khaldi Hammadi se joint aux dix professionnels présents sur place, d'autre part Kaddour Bekhloufi se reconvertit en défenseur. La sélection quitte pour la première fois le sol tunisien en juin 1958 pour atterrir en Libye. Plus tard, en août, Bouchache, Smaïn Ibrir, Mazouz, les frères Soukhane et Zouba viennent compléter l'équipe, ils sont suivis de Haddad et Doudou à l'automne 1958.
L'équipe du FLN a besoin d'un soutien financier. Il est assuré par les militants pour l'indépendance de l'Algérie. Les joueurs n'ont en effet pas de très gros salaires. Seuls certains d'entre eux comme Mustapha Zitouni et encore Rachid Mekhloufi sont bien payés en Division 1, la majorité des joueurs n'ayant pas le statut de travailleur qualifié. Chaque joueur de la sélection révolutionnaire, qu'il soit célibataire ou marié, obtient un appartement meublé à Tunis en plus de 50 000 anciens francs par mois, ce qui est plus que ce qu'ils gagnent dans leurs clubs à l'exception de Mustapha Zitouni qui reçoit 150 000 anciens francs par mois, notamment dû au fait qu'il est convoité par les plus grands d'Europe comme le Real Madrid. Outre l'aspect matériel ou physique, c'est une croyance psychologique en l'indépendance de l'Algérie, qui demande à toutes les familles algériennes de faire des sacrifices, tel Mohamed Maouche qui dit :

« Avec le recul du temps, je peux dire qu’aucun d’entre nous ne regrette. Nous étions révolutionnaires. J’ai lutté pour l’indépendance. »

Le problème qui demeure est l'adhésion aux associations internationales de football. En effet, le FLN demande en mai 1958 une adhésion à la FIFA, mais celle-ci s'y oppose. Même l'adhésion de l'équipe du FLN à la CAF n'aboutit pas, à la suite de l'intervention de la FFF. La FIFA menace également ses membres de sanction en cas de match contre le onze de l'indépendance,,. À la fin 1958, la sélection finit sa tournée au Maroc, cependant la Fédération royale marocaine de football est bloquée par la FIFA afin de ne pas disputer de match avec le FLN. Le président de la FRMF prend donc ses distances avec ses homologues maghrébins. La sélection ne reçoit pas non plus de soutien de la part de la CAF, qui a son siège au Caire, et dont les deux premiers présidents sont égyptiens, même si le onze de l'indépendance se déplace en Égypte en janvier 1959. Aucun club ni aucune sélection n'ose affronter l'équipe du FLN. L'équipe ne reçoit que le soutien de la Libye et de la Tunisie en Afrique. Cela vaut aux deux pays une suspension temporaire par la FIFA,,. Il est aussi important de souligner que les fédérations de football nationales sont dirigées par la FIFA malgré leur autonomie. Naït-Challal évoque le fait que certains pays dépendent toujours des ex-puissances coloniales, mettant en avant le cas de l'Égypte qui ne veut pas avoir de problèmes, surtout après la Crise de Suez. La situation est la même pour la Syrie, qui s'unit avec l'Égypte quelques années plus tard sous le nom de la République arabe unie,.

### Joueurs de la sélection
| Boubekeur Hammadi Zitouni Bekhloufi Arribi Rouaï Mekhloufi Ben Tifour Kermali Brahimi Bouchouk                                         |
| L'équipe type de la mi-1959 (club en 1958)                                                                                             |
| Doudou Zouba Zitouni M.Soukhane Bekhloufi ou Defnoun Arribi Ben Tifour Rouaï ou Maouche Kermali Mekhloufi A.Soukhane ou Oudjani, Amara |
| L'équipe type à l'automne 1959 (club en 1958)                                                                                          |

Parmi les footballeurs les plus talentueux qui jouent pour cette sélection durant ses quatre ans d'existence, on peut citer les gardiens de buts Abderrahmane Boubekeur (AS Monaco) et Abderrahman Ibrir (ex-Olympique de Marseille), le défenseur Mustapha Zitouni (AS Monaco), et les attaquants Abdelaziz Ben Tifour (AS Monaco), Saïd Brahimi (Toulouse FC), Abdelhamid Kermali (Olympique lyonnais), Mohamed Maouche (Stade de Reims), Rachid Mekhloufi (AS Saint-Étienne) et Ahmed Oudjani (RC Lens, avec Ibrir et Maouche en 1960). Cinq d'entre eux ont également été internationaux pour la France, à savoir Ibrir, Zitouni, Ben Tifour, Brahimi et Mekhloufi.
L'effectif complet de la sélection n'est pas défini tout de suite après la création, mais après 45 matchs disputés par l'équipe du FLN, soit vers la mi-1959, l'équipe type étant affichée à droite.
Plusieurs blessures et coups de fatigue dus aux tournées exténuantes sont à l'origine du changement de composition de l'équipe au fil du temps, surtout à la suite du voyage en Asie de l'Est (octobre-décembre 1959), où le système change d'une tactique WM vers une tactique 4-3-3, avec dans la ligne arrière Abdelhamid Zouba, Hammadi et Mohamed Soukhane qui se relaient pour le poste de défenseur, quand ce dernier est abandonné par Bouchouk qui devient attaquant. Le petit frère de Mohamed Soukhane, Abderrahmane remplace Brahimi en attaque, et au lieu de Boubekeur, Ali Doudou garde les buts. Ces décisions tactiques sont prises par Mohamed Boumezrag qui est le sélectionneur de l'équipe durant les quatre années de son existence. Il est tout de même secondé par quelques autres joueurs tel Arribi.
| N°         | Nom                    | Date de naissance | Club avant FLN          | Club après FLN                 |
| Gardiens   |                        |                   |                         |                                |
| -          | Abderrahmane Boubekeur | 13 mars 1931      | AS Monaco               | MC Alger                       |
| -          | Ali Doudou             | 5 janvier 1927    | USM Bône                | USM Annaba                     |
| -          | Abderrahman Ibrir      | 10 novembre 1919  | Olympique de Marseille  | Fin de carrière                |
| Défenseurs |                        |                   |                         |                                |
| -          | Mustapha Zitouni       | 19 octobre 1928   | AS Monaco               | RC Kouba                       |
| -          | Dahmane Defnoun        | 8 mai 1936        | SCO Angers              | SCO Angers                     |
| -          | Mohamed Soukhane       | 12 octobre 1931   | Le Havre AC             | Le Havre AC                    |
| -          | Chérif Bouchache       | 8 mai 1929        | Le Havre AC             |                                |
| -          | Smaïn Ibrir            | 28 février 1933   | Le Havre AC             | Fin de carrière                |
| -          | Abdallah Settati       | 10 avril 1932     | Girondins de Bordeaux   |                                |
| -          | Khaldi Hammadi         |                   | Stade tunisien          |                                |
| Milieux    |                        |                   |                         |                                |
| -          | Mokhtar Arribi         | 24 février 1924   | RC Lens                 | Fin de carrière                |
| -          | Kaddour Bekhloufi      | 7 juin 1934       | AS Monaco               | USM Bel-Abbès                  |
| -          | Saïd Haddad            | 30 août 1922      | Toulouse FC             | Fin de carrière                |
| -          | Ali Benfadah           | 10 janvier 1935   | SCO Angers              | SCO Angers                     |
| -          | Rachid Mekhloufi       | 12 août 1936      | AS Saint-Étienne        | Servette FC                    |
| -          | Mohamed Boumezrag      | 13 juin 1921      | US Mans                 | Fin de carrière                |
| -          | Boudjemaa Bourtal      | 22 août 1933      | AS Béziers              | Fin de carrière                |
| -          | Amar Rouaï             | 9 mars 1932       | SCO Angers              | SCO Angers                     |
| -          | Hassen Chabri          | 25 avril 1931     | AS Monaco               | CS Hammam Lif                  |
| -          | Abdelaziz Ben Tifour   | 25 juillet 1927   | AS Monaco               | USM Alger                      |
| -          | Abdelkader Zerrar      | 10 janvier 1934   | CS Hammam Lif           | CR Belcourt                    |
| Attaquants |                        |                   |                         |                                |
| -          | Abdelhamid Kermali     | 24 avril 1931     | Olympique lyonnais      | Fin de carrière                |
| -          | Abdelhamid Bouchouk    | 14 avril 1927     | Toulouse FC             | Fin de carrière                |
| -          | Saïd Brahimi           | 14 mars 1931      | Toulouse FC             | Fin de carrière                |
| -          | Mohamed Maouche        | 24 avril 1936     | Stade de Reims          | FC Martigny                    |
| -          | Ahmed Oudjani          | 19 mars 1937      | RC Lens                 | RC Lens                        |
| -          | Amokrane Oualiken      | 6 avril 1933      | Nîmes Olympique         | MC Alger                       |
| -          | Abderrahmane Soukhane  | 13 novembre 1936  | Le Havre AC             | Le Havre AC                    |
| -          | Abdelkader Mazouz      | 6 août 1932       | Nîmes Olympique         | FC La Chaux-de-Fonds USM Blida |
| -          | Mohamed Bourricha      | 10 octobre 1934   | Nîmes Olympique         | WABoufarik                     |
| -          | Abdelkrim Kerroum      | 25 mars 1936      | AS Troyes et Savinienne | MC Saïda                       |
| -          | Hocine Bouchache       | 20 avril 1932     | Le Havre AC             | Le Havre AC                    |
| -          | Saïd Amara             | 11 mars 1933      | AS Béziers              | Girondins de Bordeaux          |
| -          | Abdelhamid Zouba       | 2 avril 1935      | Chamois niortais        | Chamois niortais               |

### Matchs
| Match contre équipe nationale A | Match contre équipe nationale A | Match contre équipe nationale A |
| Date                            | Adversaire                      | Résultat                        |
| ------------------------------- | ------------------------------- | ------------------------------- |
| 3 mai 1958                      | Tunisie                         | 5-1                             |
| 9 mai 1958                      | Maroc                           | 2-1                             |
| 11 mai 1958                     | Tunisie                         | 6-1                             |
| mars 1959                       | Tunisie                         | 4-0                             |
| 20 mai 1959                     | Bulgarie                        | 3-4                             |
| novembre 1959                   | Nord-Viêt Nam                   | 5-0                             |
| janvier 1960                    | Libye                           | 7-0                             |
| 29 mars 1961                    | Yougoslavie                     | 6-1                             |
| avril 1961                      | Bulgarie                        | 1-3                             |
| juin 1961                       | Roumanie                        | 5-2                             |
| juin 1961                       | Hongrie                         | 2-2                             |

Malgré les restrictions internationales, la sélection du FLN affronte, durant ses quatre années d'existence, plusieurs clubs de nombreuses villes européennes et asiatiques. L'équipe joue également contre des sélections nationales A, juniors et même militaires. En effet, les joueurs du onze de l'indépendance voyagent souvent dans un pays pour une courte durée afin d'y jouer des matchs, et reviennent à Tunis où ils établissent leur camp de base avec la bénédiction de l'État tunisien. Néanmoins, on distingue trois grandes tournées dans les matchs de l'équipe du FLN. D'abord, les joueurs font une tournée en Europe de l'Est de mai à juillet 1959 jouant une vingtaine de matchs en Bulgarie, Roumanie, Hongrie, Pologne, Union soviétique et Tchécoslovaquie. Ensuite, ils réalisent une tournée en Asie du Sud-Est d'octobre à décembre 1959 avec 11 matchs en République populaire de Chine et au Vietnam. Enfin, l'équipe du FLN termine par une nouvelle tournée en Europe de l'Est de mars à juin 1961 avec 21 matchs en Yougoslavie, Bulgarie, Roumanie, Hongrie et en Tchécoslovaquie. Par ailleurs, le FLN insiste toujours pour que les hymnes nationaux de chaque pays soient joués avant chaque match, bien que l'hymne, le drapeau et les armoiries algériennes ne soient pas encore officiels.
Les adversaires des algériens sont originaires des pays suivants : Tunisie (8 matchs), Libye (8 matchs), Maroc (6 matchs), en Bulgarie (9 matchs), la Tchécoslovaquie (8 matchs), Roumanie (7 matchs), Hongrie (6 matchs), la Yougoslavie (5 matchs), Union soviétique (5 matchs), Pologne (1 match), Irak (6 matchs), Chine (5 matchs), Vietnam (5 matchs) et la Jordanie (4 matchs). Parmi les membres du Pacte de Varsovie, seule l'équipe de RDA n'affronte pas la sélection du FLN pour des raisons non citées dans les ouvrages concernant le sujet.
Même si elle ne peut pas recevoir ses matchs à domicile en Algérie, l'équipe obtient d'excellents résultats contre des adversaires de renommée internationale, par exemple contre l'équipe de Yougoslavie (6-1), l'équipe de Hongrie (6-2) ou même l'équipe d'URSS (6-0). Dans les pays dans lesquels le football se développe, l'équipe du FLN bat certains de ces pays par de lourds scores, comme 11-0 en Jordanie, 10-1 en Irak et une victoire 7-0 au Vietnam. La sélection de l'indépendance concède sa première défaite en mai 1959 contre le Botev Plovdiv par un but à zéro, et connaît sa plus lourde défaite dans la même année contre une équipe d'une province chinoise par cinq buts à un. À propos de la valeur sportive d'un grand nombre de ces rencontres, les joueurs sont très partagés, et il y a même insatisfaction à l'égard des succès trop simplement acquis, comme le dit Rachid Mekhloufi :

« Pendant quatre ans, j'ai été un footballeur […] disputant des matchs trop faciles, suivant des entraînements sans rigueur. J'avais perdu le goût de l'effort, la nécessité de lutter. Cependant, j'ai beaucoup appris en regardant les autres, en voyant les Hongrois, à l'invention créatrice toujours neuve. […] En Chine, au Viêt-nam, j'ai appris […] la joie de jouer et la simplicité dans le jeu, des qualités que nous avons un peu tendance à négliger. »

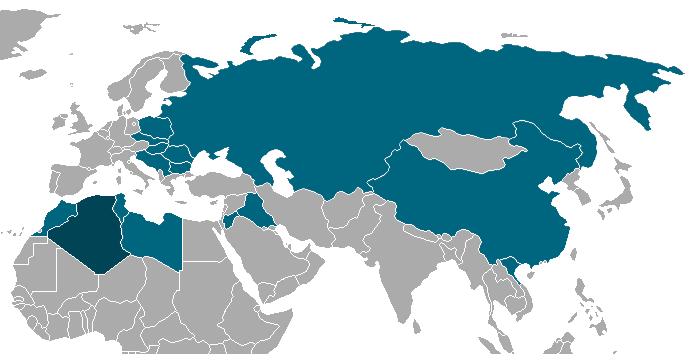
Carte représentant, en bleu foncé, l'Algérie, et, en bleu clair, les pays dans lesquelles l'équipe du FLN a joué durant sa tournée internationale

Le fait qu'il n'y ait pas de nation du Bloc de l'Ouest dans la liste des adversaires du FLN, s'explique non seulement par l'interdiction par la FIFA de l'équipe du FLN mais aussi par le contexte politique de l'époque qui est la Guerre froide, où même une manifestation sportive qui traverse le rideau de fer est exceptionnelle. Même si le Mouvement des non-alignés est fondé en 1961, un état peut difficilement rester neutre. Ainsi, sur les 14 états contre lesquels l'équipe du FLN évolue, douze d'entre eux ont voté favorablement à l'indépendance de l'Algérie lors du vote de l'Assemblée générale des Nations unies en 1958. Le nombre total de matchs de la sélection reste un sujet de conflits, mais la meilleure preuve est celle de Michel Naït-Challal dans son livre, qui donne plusieurs résultats détaillés des matchs et qui affirme que le onze de l'indépendance a joué 83 matchs, dont 57 victoires, 14 nuls et douze défaites. Au cours de ces rencontres, la sélection révolutionnaire a marqué 349 buts, et en a concédé 119. D'autres sources parlent de 53 matchs (39 victoires, 10 nuls et 4 défaites), 62 matchs (47 victoires, 11 nuls et 4 défaites, 246 buts pour et 66 contre), ou même 91 matchs (65 victoires, 13 nuls et 13 défaite, 385 buts marqués et 127 buts concédés). Les matchs de l'équipe du FLN, se jouent souvent à guichets fermés, comme contre la Yougoslavie dans le Stade de l'Étoile rouge de Belgrade avec 80 000 spectateurs (6-1 pour le FLN), ou encore à Bucarest contre le FC Petrolul Ploieşti (2-2) avec 90 000 spectateurs. Cela aide la propagande pro-indépendantiste, mais prouve aussi que les joueurs algériens peuvent fournir un très beau jeu.
Quelques incidents sont tout de même à déplorer. Ainsi, lors du match contre la Pologne, celle-ci refuse initialement de hisser le drapeau algérien. Les Polonais ne veulent pas prendre le risque d'être exclus de la FIFA, ou de mettre à mal leurs relations avec la France. Finalement le match est disputé et le drapeau algérien hissé, mais au prix d'un non-match. De plus, la Pologne propose aux joueurs du FLN de loger dans des chambres insalubres, ce qu'ils refusent. Ils séjournent donc à l'hôtel. À l'inverse, la Chine invite les Algériens à rester trois semaines de plus que prévu, vers la fin de la tournée en Extrême-Orient. Ainsi, les Algériens peuvent enseigner les secrets de leur maîtrise du ballon aux entraîneurs locaux chinois à l'institut du sport national à Pékin. Sur le trajet du retour, la sélection du FLN fait une escale en Allemagne, où elle est invitée par les représentants de l'Eintracht Francfort à assister à un match d'Oberliga Sud en tant qu'invités d'honneur. Le match se déroule au Riederwaldstadion le 27 décembre, et se conclut par une victoire de Francfort 4-1 contre le Karlsruher SC.
Ce n'est que le 29 juin 1962 que la FFF décide de lever la suspension des joueurs algériens professionnels ayant quitté leur club dès qu'ils se mettraient à nouveau à la disposition de ceux-ci. Le dernier match des joueurs du FLN est leur jubilé en 1970 à Alger, devant 20 000 spectateurs, trois mois avant le décès de leurs ancien coéquipier devenu sélectionneur de l'équipe d'Algérie de football, Abdelaziz Ben Tifour, dans un accident de voiture.
Voici la liste des matchs de l'équipe du FLN selon Le football africain et selon Naït-Challal :
| Nat. Adv.        | J  | G  | N  | P | Bp  | Bc | Diff |
| ---------------- | -- | -- | -- | - | --- | -- | ---- |
| Bulgarie         | 6  | 2  | 2  | 2 | 12  | 9  | +3   |
| Chine            | 5  | 4  | 1  | 0 | 18  | 8  | +10  |
| Hongrie          | 4  | 3  | 1  | 0 | 17  | 11 | +7   |
| Irak             | 6  | 6  | 0  | 0 | 33  | 4  | +29  |
| Jordanie         | 3  | 3  | 0  | 0 | 29  | 1  | +28  |
| Libye            | 2  | 2  | 0  | 0 | 11  | 0  | +11  |
| Maroc            | 7  | 7  | 0  | 0 | 33  | 7  | +26  |
| Nord-Viêt Nam    | 4  | 4  | 0  | 0 | 27  | 1  | +25  |
| Roumanie         | 4  | 1  | 3  | 0 | 9   | 8  | +1   |
| Tchécoslovaquie  | 4  | 4  | 0  | 0 | 15  | 3  | +12  |
| Tunisie          | 4  | 4  | 0  | 0 | 26  | 3  | +23  |
| Union soviétique | 4  | 1  | 2  | 1 | 8   | 7  | +1   |
| Yougoslavie      | 5  | 3  | 1  | 1 | 17  | 4  | +13  |
| Total            | 58 | 44 | 10 | 4 | 246 | 66 | +180 |

| Nat. Adv.        | J  | G  | N  | P  | Bp  | Bc  | Diff |
| ---------------- | -- | -- | -- | -- | --- | --- | ---- |
| Bulgarie         | 9  | 2  | 4  | 3  | 21  | 16  | +5   |
| Hongrie          | 6  | 3  | 2  | 1  | 31  | 18  | +13  |
| Irak             | 6  | 6  | 0  | 0  | 34  | 5   | +29  |
| Jordanie         | 4  | 4  | 0  | 0  | 34  | 1   | +33  |
| Libye            | 8  | 7  | 1  | 0  | 34  | 5   | +29  |
| Maroc            | 6  | 6  | 0  | 0  | 33  | 5   | +28  |
| Nord-Viêt Nam    | 5  | 5  | 0  | 0  | 28  | 2   | +26  |
| Pologne          | 1  | 0  | 1  | 0  | 4   | 4   | 0    |
| Roumanie         | 7  | 2  | 4  | 1  | 21  | 18  | +3   |
| Tchécoslovaquie  | 8  | 6  | 0  | 2  | 34  | 12  | +22  |
| Tunisie          | 8  | 7  | 1  | 0  | 29  | 4   | +25  |
| Union soviétique | 5  | 2  | 1  | 2  | 14  | 11  | +3   |
| Yougoslavie      | 5  | 3  | 1  | 2  | 12  | 12  | 0    |
| Total            | 83 | 57 | 14 | 12 | 349 | 119 | +230 |

## L'après FLN
Sur les 30 professionnels algériens évoluant en France avant 1958 qui rejoignent la sélection du Front de libération nationale algérien de football, seuls 13 y retournent en 1962, et la majorité réintègre sans problème leurs clubs professionnels en métropole en 1958. Par exemple, pour le retour d'Amar Rouaï au SCO Angers, le comité de direction lui remet un chèque des impayés de mars et d'avril 1958, ou encore, Jacques Chaban-Delmas, maire de Bordeaux à cette époque, qui déclare au joueur Abdellah Settati venant lui présenter ses excuses pour son attitude, qu'il n'avait « que fait son devoir »,. Alors que certains s'inquiètent des réactions du public face aux joueurs, la réaction des supporters est excellente. Par exemple, à Geoffroy Guichard, un grand silence se fait lorsque Rachid Mekhloufi touche son premier ballon puis le public explose de joie et il fait le bonheur des Verts pendant six nouvelles saisons. La célèbre phrase du Président français Charles de Gaulle « La France, c'est vous ! » à son égard à la suite de son doublé en finale de la Coupe de France 1968 reste gravée dans les mémoires. Parce que les joueurs du FLN font les beaux jours de leurs clubs, les supporters et les dirigeants réagissent positivement à leur encontre. Les autres joueurs tel Haddad, Kermali, Bouchour ou encore Brahimi mettent un terme à leur carrière.
Huit des joueurs sélectionnés dans l'équipe du FLN le sont aussi dans la nouvelle Équipe d'Algérie de football formée en 1963 , :

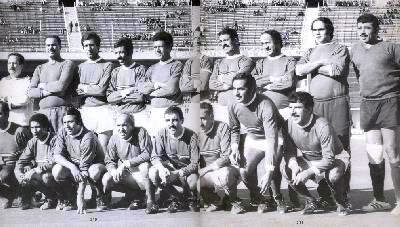
L'équipe du FLN à son jubilé au stade du 5 juillet 1962 en 1974. De gauche à droite :
Debout : A.Sellami - Doudou - Zouba - Rouai - Amara - Zitouni - M. Soukane - Bouricha - Oudjani - Boubekeur
Assis : Mazouz - Kerroum - Benfadah - Bouchouk - A. Soukane - Kermali - Mekhloufi - Oualiken

- 28 février 1963 : 4-0 contre  Tchécoslovaquie[85] : Amara, Boubekeur, Defnoun, Mekhloufi, Oudjani, A. Soukhane, M. Soukhane ;
- 1er janvier 1964 : 2-0 contre l' Allemagne de l'Ouest[86]: Amara, Boubekeur, Mekhloufi, Oudjani, A. Soukhane, Zitouni ;
- 4 novembre 1964 : 2-2 contre l' Union soviétique[87]: Boubekeur, Defnoun, Mekhloufi, Oudjani, A. Soukhane, M. Soukhane, Zitouni ;
- 17 juin 1965 : 0-3 contre le  Brésil[88] : Defnoun, Mekhloufi, Oudjani, A. Soukhane.

Rachid Mekhloufi prend sa retraite internationale en 1968, il entraîne ensuite plusieurs fois l'équipe d'Algérie durant les années 1970 et années 1980. Il est sur le banc lors de la Coupe du monde de football 1982, où il subit avec son coentraîneur Mahieddine Khalef le match de la honte entre l'Autriche et l'Allemagne, match qui élimine l'Algérie dès le premier tour. D'autres anciens du FLN entraînent la sélection algérienne comme Amara, Ben Tifour, A. Ibrir, Kermali, Maouche et Zouba.
L'ancien joueur de l'AS Monaco en 1958 puis entraîneur français Michel Hidalgo regrette cependant que les joueurs algériens rejoignant l'équipe du FLN aient laissé tomber leurs clubs à la fin de saison qui est décisive pour le championnat, à la suite du départ de cinq des joueurs de l'AS Monaco qui répondent à l'appel du FLN, bien qu'il considère Ben Tifour, Zitouni et Boubekeur comme ses amis. Sur le site officiel du club monégasque, une nostalgie sur les joueurs algériens partis chez le FLN se ressent :

« Malheureusement, la guerre d'Algérie privera l'AS Monaco de ses brillants joueurs nord-africains partis au combat. Bekhloufi, Boubakeur, Chabri, Ben Tifour et Zitouni seront donc absents pendant de longs mois. »

Le rôle de l'équipe du FLN dans l'accession à l'indépendance est souligné à plusieurs reprises en Algérie depuis 1962. Ainsi, le premier président de l'Algérie et cofondateur du FLN Ahmed Ben Bella, souligne à plusieurs reprises dans ses discours l'importance du onze de l'indépendance. Le 50e anniversaire de la fondation de cette équipe, (mi-avril 2008) provoque une grande émotion chez les Algériens. Des émissions spéciales en l'honneur des anciens joueurs sont diffusées sur la télévision algérienne. Dans l'une de ces émissions, le président de la République algérienne Abdelaziz Bouteflika déclare :

« Ils ont écrit l’une des plus belles pages de l'histoire de l'Algérie, de la lutte anti-coloniale et du sport en général. »

L'Algérie Poste émet d'ailleurs lors de l'une des cérémonies en l'honneur du onze de l'indépendance une carte postale spéciale 50e anniversaire de l'équipe du FLN. Pour l'occasion, deux livres (Naït-Challal et Abderrahim) sortent dans les librairies (voir section Bibliographie). Le président de la FIFA, invité personnellement par Rachid Mekhloufi au 50e anniversaire de l'équipe du FLN, ne peut pas se rendre en Algérie pour surcharge de calendrier à cette période de l'année.

## Galerie de photos

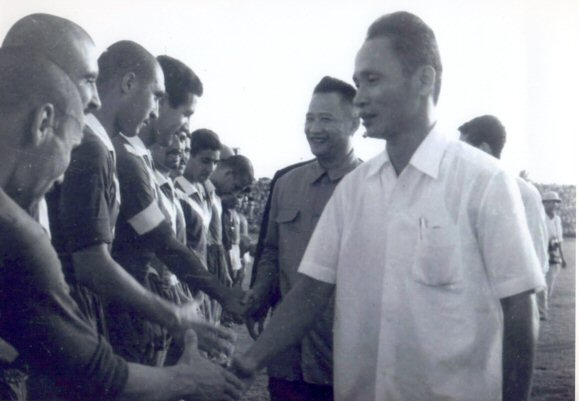
le Premier Ministre Phan Van Dong saluant les joueurs de l'équipe du FLN avant le match face Équipe du Viêt Nam
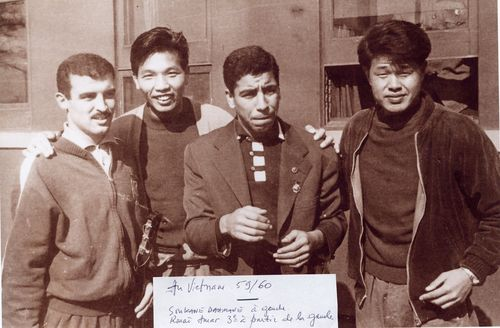
le 22 novembre 1959, les joueurs du FLN au Viêt Nam
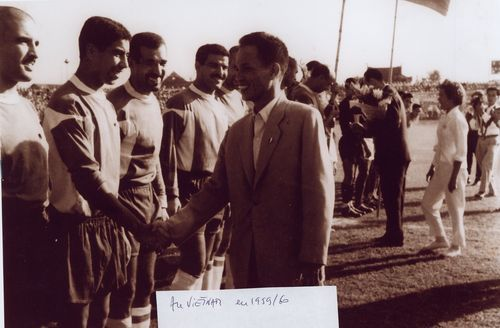
la poignée de main avec les joueurs avant le match
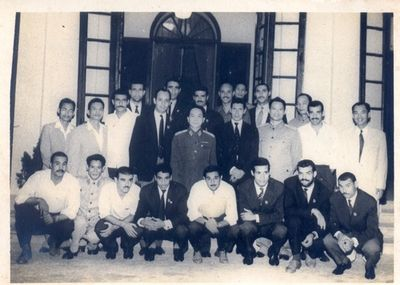
Le 21 novembre 1959, la délégation de l'équipe du FLN reçue en audience par le général Vo Nguyen Giap à Hanoi.